# Мисливці на снігу
«Мисливці на снігу» (нід. Jagers in de sneeuw) — картина з серії «Місяці» фламандського художника Пітера Брейгеля Старшого (1525—1569).

## Серія «Місяці»
З документів відомо, що серію картин, яку ми називаємо «Місяці», художникові замовив фінансист з міста Антверпен Н. Йонгелінк. На цьому точні факти обриваються і починається шлях припущень і інтерпретацій. Досі невідома первісна кількість картин серії. Якщо це місяці, то чому їх не дванадцять? Якщо це серія «Пори року», то чому їх шість, а не чотири? Дійшли компромісу, що кожна картина — це два місяці в одному творі. І тоді «Мисливці на снігу» відповідають грудню і січню.
Вік Пітера Брейгеля наближався до п'ятдесятки, коли він отримав це привабливе для митця замовлення. Але мимоволі вирішив її не в декоративному, а в узагальнено філософському інтерпретуванні. Сувора реальність Південних Нідерландів, з її запеклими дискусіями народженого протестантизму і пануючого католицизму, з її болючими ідейними пошуками, котрі перейшли в агресію і фізичне винищення прибічників протестантизму іспанцями, відбились трагічним світосприйняттям у художника і створенням тривожних, драматичних гравюр і трагічних за настроями картин на кшталт «Божевільна Грета» чи «Тріумф Смерті».
В місяці створення картин для фінансиста Н. Йонгелінка художник трохи відійшов від трагічних за настроями картин, але жодне з серії полотен «Місяці» не можна назвати ні декоративним, ні веселим.
Ще з пори європейської готики майстри кам'яних рельєфів подавали серед скульптурного декору символи або зображення пір року чи місяців. Традиція закріпилася і була підтримана франко-бурундськими та ніделандськими мініатюристами. Пішла навіть своєрідна канонізація зображень, котрі відтворювали сезонні роботи. Але нібито сталу традицію Пітер Брейгель використав лише як привід створити власно інтерпретовану серію, далеку від декоративності, хоча і пов'язану сюжетно з сезонними роботами.
В свідомості Пітера Брейгеля переплелися власні пристрасні пошуки істини, наслідування ще середньовічної традиції розташування людиною в створеному Богом світі, де людина не головує, а є лише часточкою велетенського світу. І цю людину-часточку (яку італійський гуманізм прирівняв в творчому акті з самим Богом і відірвав від середньовічних уявлень), нідерландська середньовічна традиція розглядала лише як невід'ємну частинку багатовимірного світу, поставлену або поряд з усіма явищами природи, або — нижче їх.
Дослідники торчості художника давно довели, що Пітер Брейгель подає в картинах не стільки якусь конкретну людину, скільки узагальнену спільноту людей, а — людство, не стільки пейзаж восени, а квінтесенцію осені, не конкретних сліпих, бачених неодноразово, а осіб, позбавлених зору душі, нерозумних людей, сліпців взагалі. При цьому художник, що мандрував по Італії і бачив на власні очі якісні зрушення в італійському мистецтві, так і не засвоїв його гармонійні образи (Доменіко Гірляндайо, Рафаеля Санті, Себастьяно дель Пьомбо, раннього Тиціана), залишившись в межах реалістичного національного мистецтва. Брейгель не спокусився і віртуозними образами первісного, віртуозного маньєризму, пішов власним шляхом, далеким і від маньєристів Італії, і маньєристів місцевих. Картини серії «Місяці» позбавлені і відвертої дидактики, повчань, таких важливих для митця — що добре, а що погано — в ранніх творах. Але феномен добрих настанов людству присутня, хоча й ретельно прихована і розчинена в настрої пейзажних нібито картин.

## Опис твору

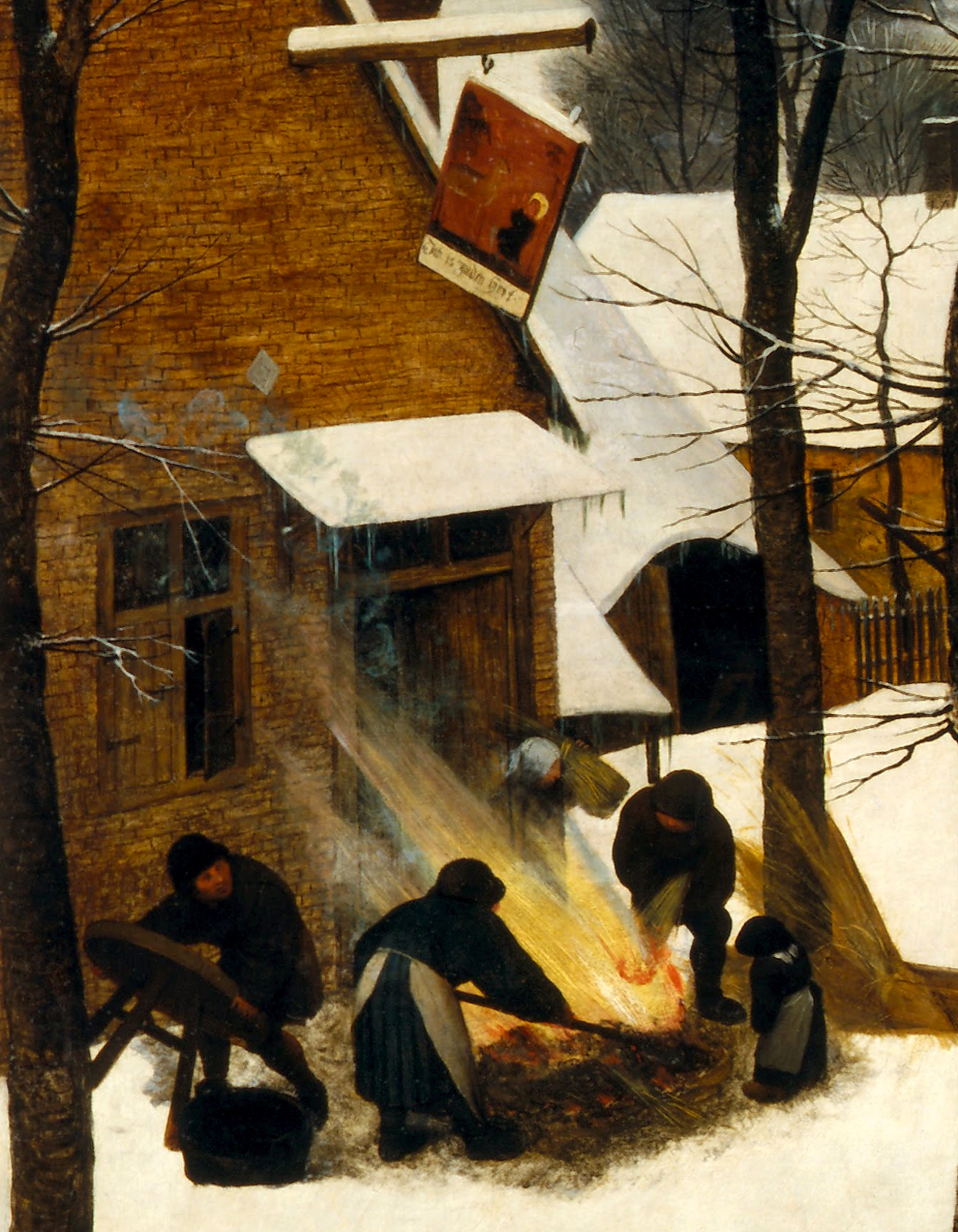

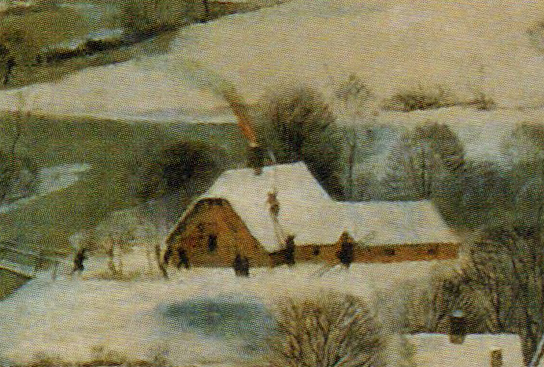

Ще талановитий попередник Брейгеля — нідерландець Йоахим Патінір (1475—1524) — почав використовувати розподіл композиції пейзажу на три плани, створюючи глибоку перспективу, а також розміщати глядача нібито на верхівці схилу і подаючи таким чином пейзажну панораму під самий обрій. Все це використано і Пітером Брейгелем в композиції картини «Мисливці на снігу». Найближчий план картини — трикутна верхівка пагорба, якою прямують мисливці разом із власними собаками. Бічну частину художник віддав зображенню невеличкого постоялого двору, прикрашеного вивіскою з написом «Dit is inden Hert» («У оленя»). Поряд — зображення святого, котрий молиться на розп'яття, котре розгледів межі роги оленя. Святого трактують як великомученика Євстафія, котрого вважали небесним покровителем мисливців. На подвір'ї перед постоялим двором купка людей порається з вогнищем, аби засмажити кабана. Це робилося напередодні Різдва і разом з пухнастим, білим снігом було ознакою кінця грудня.
Білий, пухнастий сніг головує в краєвиді. Чистий сніг топчуть мисливці і собаки, чавлять колеса воза на дальньому шляху, в снігу борсаються сусіди, що допомагають тушити пожежу необережному володареві: несуть драбини, лізуть на стріху. Але небезпечна подія мало тривожить сонне поселення в долині поблизу річки та двох штучних ставків. Поверхня останніх вкрита кригою, розчищена від снігу і використана для ковзанярів та зимових ігор на льоду. Далі пагорби і замок в передгір'ї скель, вкритих снігом. Вони щось небачене в Брабанті, де мешкали художник і замовник, це покажчик ерудиції митця, що знав про гори і бачив Альпи.
Напередодні були морози, про що свідчать бурулі на колесі водяного млина праворуч і товста крига ставків, що витримує таку кількість людей. В пейзажі Пітера Брейгеля стільки подробиць і сюжетних подій, котрих вистачило б іншому на десяток картин. Але щедрі душа і пензлі майстра подають їх в одній картині, перетворюючи останню на майже енциклопедичне відтворення зими в середній Європі.

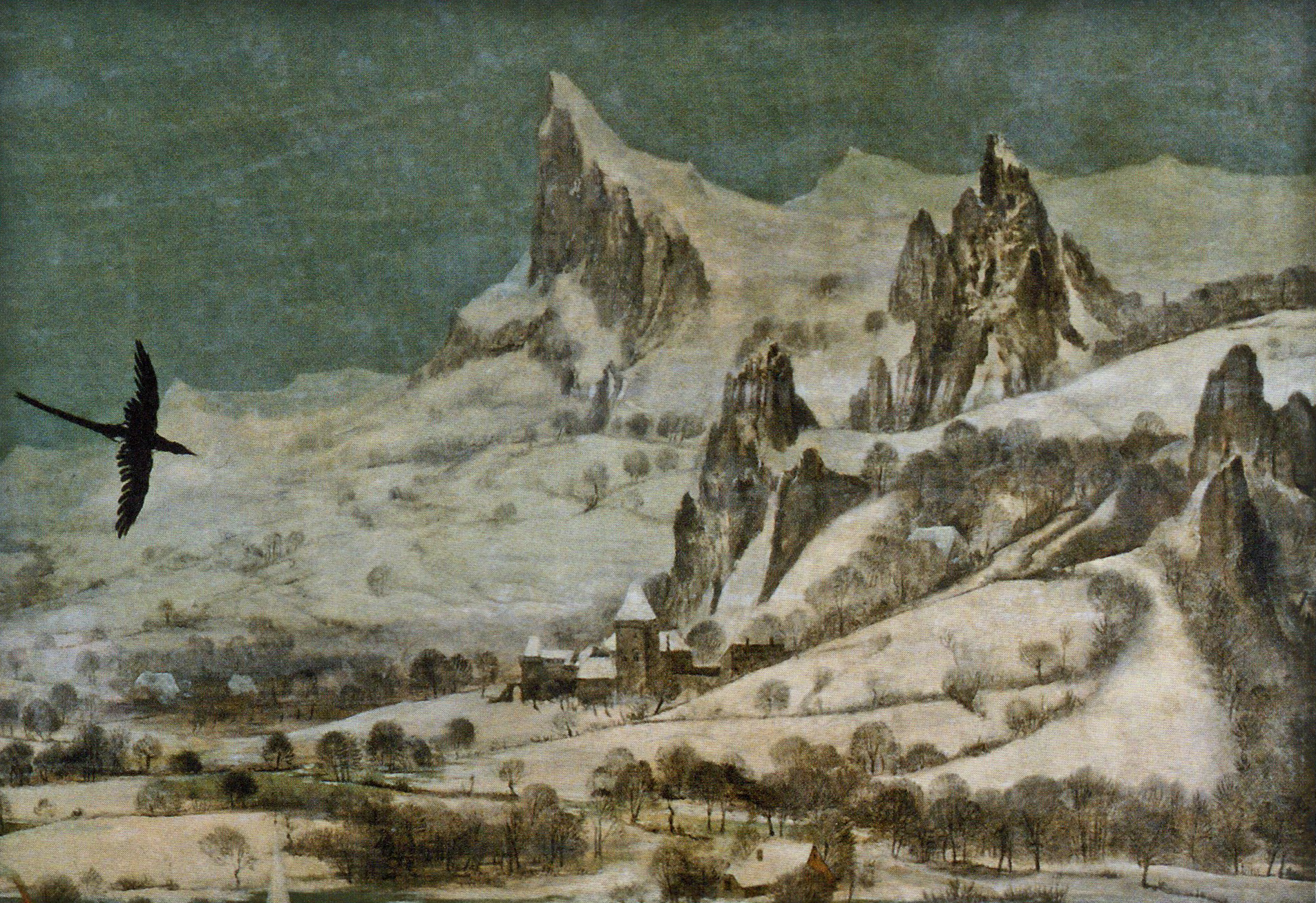
Сорока в небі
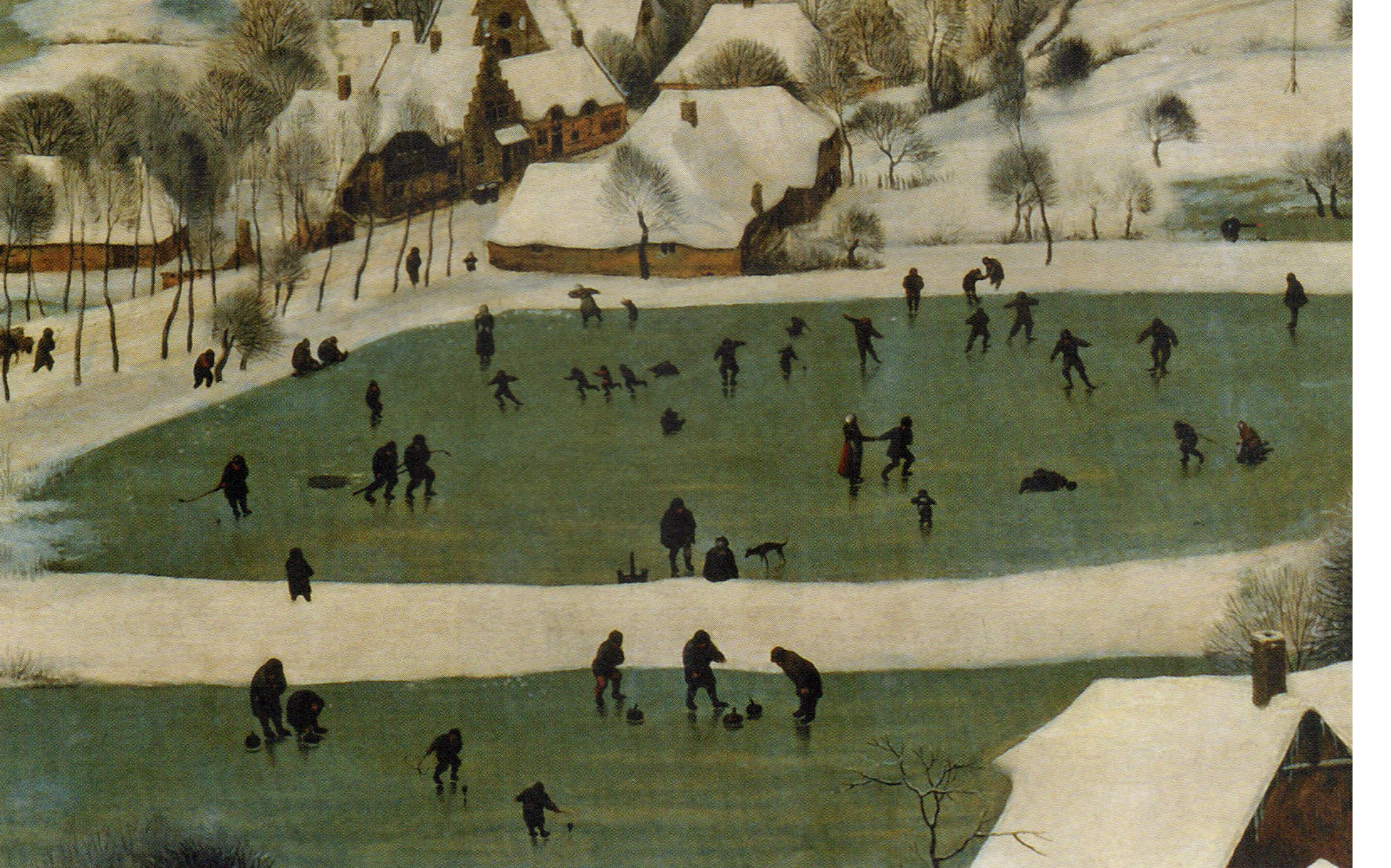
Юрма на льоду ставка

## Мисливці на снігу і кіно
Картина давно класичний твір західноєвропейського мистецтва 16 століття. Неодноразово до картини звертались і кінодіячі. Уособленням найкращого, що є на землі і в людській душі, травмованій ностальгією за найдорожчим і незворотнім, стало полотно і в кінострічці Андрія Тарковського «Солярис». Камера оператора зосереджено мандруватиме запорошеною снігом картиною Пітера Брейгеля Старшого «Мисливці на снігу». І ці кадри будуть уособленням туги по далекій від Соляріса Землі, уособленням найкращого в людині — любові до неї, бажання збереження її, загальної батьківщини недосконалого людства.